# تیموتی اینسول
تیموتی اینسول (انگلیسی: Timothy Insoll؛ زادهٔ ۱۹۶۷ (۵۷–۵۸ سال)) انسان‌شناس، باستان‌شناس، و استاد دانشگاه اهل بریتانیا است.